# باربارا ویلک-اشلیزوفسکا
باربارا ویلک-اشلیزوفسکا (به لهستانی: Barbara Wilk-Ślizowska؛ ۴ فوریهٔ ۱۹۳۵ – ۲ فوریهٔ ۲۰۲۳) ژیمناست هنری اهل لهستان بود.
وی در ۲ فوریهٔ ۲۰۲۳، در سن ۸۷ سالگی در کراکوف، لهستان درگذشت.